# لولا فورنر
لولا فورنر (انگلیسی: Lola Forner؛ زادهٔ ۶ ژوئن ۱۹۶۰) یک هنرپیشه اهل اسپانیا است.
وی بازیگر فیلم‌هایی همچون «شمشیر خدایان» و «آپاچی سفید» بوده‌است.